# Erica hebecalyx
Erica hebecalyx är en ljungväxtart som beskrevs av George Bentham. Erica hebecalyx ingår i släktet klockljungssläktet, och familjen ljungväxter. Inga underarter finns listade i Catalogue of Life.